# Георги Преславски
Архиепископ Георги най-вероятно е вторият по ред църковен глава на учредената през 870 г. по искане на княз Борис-Михаил Българска архиепископия. По произход той е византиец и няма никакво съмнение, че първоначално гради духовна кариера в рамките на Константинополската патриаршия. Не е напълно изяснено дали е избран за архиепископ на България лично от император Василий I или с участието на византийския сенат. Със сигурност Георги е ръкоположен на поста си от патриарх Игнатий (846 – 858, 867 – 877) г. Причината за това неговото интронизиране да протече по този начин е, че през началния период от своето съществуване Българската църква не е автокефална и е с ранг на подчинена на Патриаршията в Константинопол. Действително тя е под пряко разпореждане от страна на светските власти във Византия и по-конкретно на императора. Именно византийския император е този, който през първата половина на Х век я въздига до ранг патриаршия.
Първият архиепископ на България се казва Йосиф или Стефан. За него съобщава старобългарският разказ „Чудото на св. Георги с българина“, според който княз Борис „... доведе свети Йосиф (Стефан) и други учители и наставници, съгради църкви и манастири, постави епископи, попове и игумени, които да учат и ръководят народа му по Божия път.“. Това се случва непосредствено след основаването на Архиепископията на 4 март 870 г. по време на Четвъртия Константинополски събор. Не е известно кога умира Йосиф (постът архиепископ на България несъмнено е пожизнен), но през 878 г. Българската църква вече се ръководи от Георги. За това научаваме от едно писмо на папа Йоан VIII до княз Борис, което гласи:
„Впрочем нека знае Ваша преславност, че евнухът Сергий... съгласно постановлението на нашето решение е свален. Той, макар и да беше славянин по произход, уплетен в много пороци, бе получил с измама църковен сан. После стана известно, че уличен и обвинен в други провинения, е бил свален от своя епископ, но подир това по твърде недостоен начин бил възведен на Белградската епископска катедра от Георги, който с измама си присвоява епископско звание.“
Писмото на Йоан VIII продължава възникналата борба между папството и Константинополската патриаршия след т. нар. Фотиева схизма. След 870 г. битката между двата престола прераства в спор за църковна юрисдикция в българския диоцез. В Рим приемат преминаването на българите под върховенството на патрирарха за незаконно, тъй като през периода 866 – 870 гг. княз Борис се е обвързал с катедрата на свети Петър и е приел римски свещеници в своята държава. Но тогава отношенията между Рим и Плиска безвъзвратно се влошават, тъй като предшественикът на Йоан VIII папа Адриан II отказва да учреди българска църква с ясна структура и неин действителен и признат ръководител, каквото е изконното желание на княз Борис. С цел да откъснат България от влиянието на папството от Византия побързват да дадат на Борис необходимите обещания и при конкретни условия да му дадат онова, към което той се стреми – българското княжество се сдобива със своя собствена църква, ръководена от архиепископ, но тя е пряко зависима от Патриаршята и всички висши църковни служители в нея са византийци. Естествено папа Йоан VIII няма никакви права над Българската архиепископия, но ожесточено се противопоставя на тесните връзки между Българската и Византийската църкви и на архиепископския сан на Георги, получен именно от Константинополския патриарх.
От писмото става ясно, че Георги има правото да назначава епископи в своята епархия и се е възползвал от това си право в Белградската катедра. Във връзка с личността на Георги възниква един от основните спорове в българската медиевистика – ръкополага ли той епископи в България без участието на Патриаршията и какво е каноническото положение на архиепископията в Плиска спрямо църквата-майка? Спорът е основателен, тъй като други изследователи подкрепят противоположното становище, според което Георги е безусловно лишен от всякаква форма на самостоятелност и е извършил ръкополагането на Сергий от името на патриарх Игнатий.
Основание за второто мнение дава същото писмо на папа Йоан VIII. По-надолу в текста четем поканата му до княз Борис да се завърне в лоното на Римската църква и неговото обещание, че тогава за разлика от Патриаршията той няма да се намесва в „... управлението на родината ви и ръководството на държавата ви...“. През 879 г. папата пише на император Василий I, че е готов на помирение между Рим и Константинопол и ще признае титлата патриарх на Фотий, „... ако не извъшва там (в България) никакво ръкополагане за каквато и да е служба – там незаконно са ръкоположени епископи и свещеници от архиепископите и епископите, които, изглежда, се намират там... и ако сам патриархът реши да не праща светия палиум, с който обикновено си служат епископите по време на литургия.“. Искането е повторено и на т. нар. Фотиев Събор, свикан през ноември 879 г. с цел помирение между двете водещи християнски църкви: „Желаем да убедите пред събора споменатия светейши патриарх Фотий да не праща в България палиум (палиум) и да не ръкополага никого в същата епархия: ако направи това, ще го отлъчим съгласно каноните.“.
Спорът все още не е решен окончателно, но все повече се налага мнението, че при ръкополагането на епископ Сергий е въведена практиката на икономията, при която поради географската си отдалеченост от Плиска и възникващите от това комуникационни затруднения патриархът упражнява своята юридическа власт над архиепископ Георги от дистанция, като утвърждава висшите свещенослужители чрез изпращането на палиум. По този начин кандидатите за поста епископ и т. нат. се избират измежду византийските свещенослужители, намиращи се в България, но не се налага по-късно те да пътуват до византийската столица, за да бъдат ръкоположени. Изборът им се потвърждава от патриарха и не само теоретично, но и на практика се извършва от него, но чрез българския архиепископ, който изпълнява техническата част по ръкополагането.
Според актовете на Фотиевия събор, на който архиепископ Георги не присъства, пратениците на папата повдигат на няколко пъти въпроса за Българската църква – те представят исканията на Йоан VIII Патриаршията да се оттегли от България и да върне нейния диоцез на Рим. Всеки път те получават един и същ отговор: „Всичко, което се отнася до признаване и прославата на църквата и на Фотий, нашия светейши патриарх, ние приемаме: обаче това, което засяга императора и управлението на държавата, ние предоставяме на неговия авторитет.“ С това на практика жалбата на папата е отхвърлена, тъй като разглеждането ѝ е в правомощията единствено на императора. Василий I обаче отсъства от заседанията. Тъй като по същото време Фотий заявява, че не е изпращал омофор в България и никого не е ръкополагал (а това му твърдение или е лъжливо или просто е подвеждащо, тъй като той е оглавил Константинополската църква и не е могъл да упражни правата си над България), е широко застъпено мнението, че на този събор Патриаршията се отказва от Българската архиепископия, а Йоан VIII не получава отново правото на намеса в нейните дела. Ето защо се твърди, че без прякото участие на княз Борис и само заради неразбирателството между папата и патриарха през 880 г. е постигната автокефалия на плисковския архиепископ.
Това предположение превръща архиепископ Георги в първия напълно самостоятелен и независим от Византия ръководител на Българската църква. Тъй като това не се съвместява с факта, че е византиец, още Васил Златарски прави изкуствен опит да постави архиерейството му преди онова на Йосиф (Стефан), т.е. предполага, че Георги е първият църковен глава на България, наложен от Василий I, а през 880 г. или след Преславския народен събор от 893 г. е заменен с българина (?) Йосиф (Стефан). Подобно твърдение противоречи на изворите. Според най-новите изследвания (на Бистра Николова и др.) статуквото на зависимост на Българската архиепископия след Фотиевия събор се запазва.
Така може да се заключи, че Георги оглавява Българската архиепископия в едно от най-бурните и сложни времена на нейното съществуване, когато Константинопол и папството са се вкопчили в сериозен сблъсък за първенство в християнския свят. Младата християнска държава България неизменно е въвлечена в този двубой, като княз Борис и архиепископ Георги застават на страната на Византия. Тази тяхна позиция определя облика на България, тъй като завинаги обвързва страната с православието.
Категорично не може да се посочи докога Георги ръководи архиепископията в Плиска. По косвен път неговото светителство може да се проследи до 80-те и началото на 90-те години на IX век, т. е при управлението на князете Владимир-Расате и Симеон. За това свидетелстват многобройните му печати, открити на територията на днешна България. Според иконографските си характеристики печатите се разделят на две групи, които изцяло следват сюжетите от моливовулите на константинополските патриарси Фотий (877 – 886) и Стефан (886 – 893). Близостта на печатите му с тези на двамата византийски архиереи още веднъж доказва зависимия статут на Българската църква по това време. Текстът върху моливдовулите гласи „Богородице, помагай на твоя раб Георги, архиепископ на България.“ Именно печатите на Георги представляват основен аргумент срещу доста популярната хипотеза, че архиепископът на България резидира в Дръстър и официално носи титлата митрополит на този град. Почти всички негови моливдовули са открити непосредствено в столицата Плиска или в близост до нея (Мадара, Разград). Георги напрявлява Архиепископията от столичния град и най-вероятно
отслужва литургия в основния и най-представителния храм там – Голямата базилика.
В унгарския град Залавар бе открит още един моливдовул на архиепископа. Това несъмнено свидетелства, че в международните си контакти Георги има извества свобода, което положението му на подчинен спрямо Константинополския патриарх по принцип не му позволява. Печатът повдига основателния въпрос дали Георги не е поддържал връзка с архиепископ Методий. Съществуват опити архиепископ Георги да бъде отъждествен с познатия поне единствено от няколкото негови печата Георги монах и синкел български, т.е. е направено заключението, че преди да седне на архиепископския трон, Георги е секретар на българския църковен глава и по-късно го наследява. Текстът върху печатите на синкел Георги е изписан на кирилица и този духовник с голяма вероятност живее по времето на цар Петър (първият владетел на България, който скрепява своите документи с кирилски печати). През 2006 г. бе открит гробът на майката на синкел Георги и един текст, посочващ, че секретарят лично я е погребал там. Гробът се намира непосредствено до т. нар. църква на чъргубиля Мостич, живял и замонашил се без никакво съмнение при управлението на същия цар Петър (първата половина на Х век). Ето защо тук става дума за двама български духовници с еднакви имена и не можем да прибавим нови факти към биографията на архиепископ Георги.
За науката остава неизвестно в какви отношения се намират архиепископ Георги и владетелят на България княз Борис, но, както бе посочено по-горе, по всичко личи, че те действат в пълно единодушие и разбирателство.